# Ruben Lagus
Ernst Ruben Lagus, född den 12 oktober 1896 i Koskis i Tavastehus län i Finland, död den 15 juli 1959 i Lojo, var en finländsk generalmajor.

## Biografi
Lagus var en av Finlands jägarsoldater som utbildats i den frivilliga Kungliga presussiska 27:e jägarbataljonen. Under vinterkriget var han ansvarig för försörjningen av de finska soldater som stred på Karelska näset.
Under fortsättningskriget var han först befälhavare över Jääkäriprikaati (Jägarbrigaden) och senare över Pansardivisionen. Han blev ryktbar som chef för ”avdelning Lagus” 1941 och 1944.
Lagus tog 1947 avsked från armén och var därefter till 1959 vd för byggbolaget Lohjan Sato. År 1974 avtäcktes ett minnesmärke över honom på födelseorten. 
Lagus var den förste soldaten att utnämnas till riddare av Mannerheimkorset, som han erhöll den 22 juli 1941.